# Hafsia Herzi
Hafsia Herzi (ur. 25 stycznia 1987 w Manosque) – francuska aktorka algiersko-tunezyjskiego pochodzenia.

## Wybrana filmografia
- 2007 - Tajemnica ziarna (La Graine et le Mulet)
- 2008 - Dawn of the World
- 2008 - A Man and His Dog
- 2009 - The King of Escape
- 2009 - Buried Secrets
- 2010 - The Rabbi's Cat (głos)
- 2011 - L'Apollonide - Souvenirs de la Maison Close